# لیرآب (کهگیلویه)
لیرآب (کهگیلویه)، روستایی از توابع بخش دیشموک شهرستان کهگیلویه در استان کهگیلویه و بویراحمد ایران است.
قلعه شاه منصور یکی از جاذبه‌های دیدنی این روستا می‌باشد.
معدن نیترات پتاسیم لیراب چهارمین معدن نیترات دنیا می‌باشد. که حجم ذخیره معدن نیترات لیراب بیش از ۶۰۵ هزار تن با عیار ۸٫۱ درصد برآورد شده است.
روستای لیراب در فاصله ۱۵ کیلومتری از شهر دیشموک قرار دارد و بخش دیشموک در فاصله ۹۰ کیلومتری شهر دهدشت مرکز شهرستان کهگیلویه واقع است.

## جمعیت
این روستا در دهستان بهمئی سرحدی شرقی قرار دارد. براساس سرشماری سال ۱۳۹۵ حدود۹۸۰ نفر جمعیت داشته، این روستا هم‌اکنون ۱۱۰۰ نفر جمعیت با بیش از ۲۵۰ نفر خانوار دارد.

## معادن
معدن نیترات پتاسیم لیراب با ظرفیتی بیش از یک میلیون تن؛ حجم ذخیره نخستین معدن نیترات کشور در دیشموک بیش از ۶۰۵ هزار تن با عیار ۸٫۱ درصد برآورد شده است. معدن لیراب دیشموک، سال ۱۳۸۰ از سوی وزارت صنایع و معادن وقت کشف شد و به وسیله رسانه‌های همگانی، وجود ماده کمیاب نیترات پتاسیم لیراب به مردم اطلاع‌رسانی شد. فعالیت این معدن حدود ۳۰۰ سال تخمین زده می‌شود. در معدن نیترات بخش دیشموک، بیش از ۴۰۰ نوع مشتقات تولید خواهد شد. نیترات، ماده معدنی مهمی است که در حوزه‌های مختلف از جمله صنعت نفت و گاز، پالایشگاه‌ها، صنایع داروسازی، دستگاه‌های سرمایشی و تهویه مطبوع کاربرد دارد. کشف ذخیره معدنی نیترات در بخش دیشموک کهگیلویه و بویراحمد، ایران را در جمع معدود کشورهای دارای این ماده معدنی راهبردی قرار دهد. کشوهای آمریکا، چین و شیلی دارای بیشترین ذخیره ماده معدنی راهبردی نیترات در جهان هستند. بخش عمده‌ای از ساکنان این روستا از طایفهٔ نوروزی هستند.